# 史提芬尼·基治亭
史迪比安尼·基治亭（英語：Stéphane Grichting，1979年3月30日—），是一名瑞士足球运动员，司职後衛，目前效力法甲球队歐塞爾。
他目前12次代表國家隊出賽，出席過2006年世界杯。他亦是瑞士2004年歐國盃成員之一，但由於傷患退出。
在瑞士於2006年世界杯預選賽對土耳其後，他在打鬥中受傷。

## 連結
- （页面存档备份，存于）